# 가면라이더 디케이드 아홉 세계의 등장인물
《가면라이더 디케이드》의 등장 인물들은 A.R. 월드와 관련되어 있다. 이 중 아홉 세계(일본어: 9つの世界 코코노츠노 세카이[*])는 헤이세이 가면라이더 시리즈의 아홉 작품을 바탕으로 하는 세계로, 각 원작의 요소들이 채용되었으나 스토리나 등장 인물 등은 일부 변형된 "페러렐 월드"이다.

## 쿠우가의 세계
쿠우가의 세계(일본어: クウガの世界 쿠가노 세카이[*])는 《가면라이더 쿠우가》의 이야기를 바탕으로 한 세계이다. 오노데라 유스케가 츠카사의 여행에 동참하기 이전에 활동하던 세계이기도 하다. 사진관의 배경은 작은 도시와 '히토키 산'(일본어: 灯溶山)을 향해 달리는 경찰차들의 그림이다. 쿠우가의 세계에서 츠카사는 경찰복을 입은 상태로 활동하며, 그론기들의 언어를 유창히 구사한다.

### 야시로 아이
유스케로부터 "누님"(일본어: あねさん 아네상[*])이라고 불리는 야시로 아이(일본어: 八代 藍)는 그론기들과 싸우는 형사 중 한 명이다. 유스케가 쿠우가로 변신하는 것을 알고 있는 유일한 인물로, 쿠우가와 그론기의 대결에서 쿠우가를 지원한다. 고 바베루 다를 쓰러뜨린 디케이드를 미확인 생명체 10호(일본어: 未確認生命体十号 미카쿠닌 세이메이타이 주고[*])라고 불렀다. 그론기들이 그들의 왕 가미오를 잠에서 깨운 것에 대해 수사하던 도중 야시로와 야시로를 따르던 경찰 그룹은 가미오가 발산하는 독연기로 인해 쓰러졌다. 유스케는 야시로를 구하려 하였으나 이미 야시로는 독연기를 잔뜩 마셔 죽게 되었다. 죽음을 앞두고, 유스케는 야시로 앞에서 모두의 웃음을 지키기 위해 싸울 것임을 약속한다.
야시로 아이는 《마단전기 류켄도》에서 노세 카오리를 연기한 사토 히로코(일본어: 佐藤 寛子 사토우 히로코[*])가 연기하였다. 한국어판 성우는 이지현이 맡았다.

### 운 가미오 제다
운 가미오 제다(일본어: ン・ガミオ・ゼダ ㄴ 가미오 제다[*], 영어: N-Gamio-Zeda) 또는 가미오(Gamio)는 회색 늑대의 모습을 하고 있으며, 쿠우가의 세계에서의 '운' 급 그론기이자 모든 그론기의 왕이다. '궁극의 어둠'(일본어: 究極の闇 큐쿄쿠노 야미[*])이라 불린다. '궁극의 어둠의 힘'을 스스로 제어하지 못하여 존재하는 것만으로 세계를 파멸시키며, 그 때문에 자신이 "존재하지 말았어야 할 자"(일본어: 存在してはならない者 손자이시테와 나라나이 모노[*])임을 자각하고 있다. 그론기들은 가미오의 봉인을 풀기 위하여 다섯 명의 여경을 피 한 방울 흘리지 않고 살해하는 "성스러운 게겔"을 개최하여 네 명째 죽이는 데 성공하였으나, 그론기들이 야시로 아이를 노렸을 때 츠카사가 이를 알아채고 아이의 코에서 피가 흘러나오게 하여 게겔을 망쳤다. 그러나 세계의 일그러짐 때문에 가미오는 결국 잠에서 깨어났으며, 가미오는 인간을 그론기로 바꾸는 독연기를 내뿜어냈다. 그러나 결국, 가미오는 디케이드와 쿠우가의 콤보 공격에 죽음을 당했다.
운 가미오 제다의 목소리는 《가면라이더 쿠우가》의 내레이터였던 타치키 후미히코(일본어: 立木 文彦)가 맡았다.

### 그론기
그론기족(일본어: グロンギ族 구론기조쿠[*])은 초고대 문명의 생명체들로, 자신들의 신성한 게겔(게임, 린트어: ゲゲル 게게루[*])을 위해 괴물로 변신하여 사람들을 죽이는 종족이다. 경찰 사이에서는 미확인 생명체(일본어: 未確認生命体 미카쿠닌 세이메이타이[*])라고 불린다.
- 메 갸리도 기(일본어: メ･ギャリド･ギ, 1화 ~ 2화): 소라게종 그론기로 '중위 계급' 메 그룹에 속한다. 미확인 생명체 7호(일본어: 未確認生命体七号 미카쿠닌 세이메이타이 나나고[*])라 불린다. 쿠우가 드래곤 폼의 스플래시 드래곤 어택에 죽음을 당했다.
- 라 도르도 그(일본어: ラ･ドルド･グ 라 도루도 구[*], 1화 ~ 2화): 콘도르종 그론기로 '게겔의 집계자' 라 그룹에 속한다. 미확인 생명체 8호(일본어: 未確認生命体八号 미카쿠닌 세이메이타이 하치고[*])라 불린다. 쿠우가 페가수스 폼의 블래스트 페가수스 어택에 죽음을 당했다.
- 고 바벨 다(일본어: ゴ･バベル･ダ 고 바베루 다[*], 2화): 버팔로종 그론기로 '상위 계급' 고 그룹에 속한다. 미확인 생명체 9호(일본어: 未確認生命体九号 미카쿠닌 세이메이타이 큐고[*])라 불린다. 디케이드에게 게겔의 목적에 대해 밝히며, 디케이드의 디멘션 킥에 죽음을 당했다.
- 고 베미우 기(일본어: ゴ･ベミウ･ギ, 2화): 암바다뱀종 그론기로 '상위 계급' 고 그룹에 속한다. 가미오의 부활을 위해 야시로를 노리지만 디케이드에게 죽음을 당했다.
- 메 비란 기(일본어: メ･ビラン･ギ, 2화): 피라냐종 그론기로 '중위 계급' 메 그룹에 속한다. 가미오의 부활을 위해 야시로를 노리지만, 쿠우가와 디케이드의 대결에 휘말려 쿠우가의 마이티 킥에 죽음을 당했다.

운 가미오 제다는 자신의 독기로 다수의 인간을 그론기로 바꾸었으며, 디케이드 일행과의 대결에서 다수의 그론기들을 흡수했다. 가미오의 죽음 이후 모든 그론기들은 전멸했다.

## 키바의 세계
키바의 세계(일본어: キバの世界 키바노 세카이[*])는 《가면라이더 키바》의 이야기를 바탕으로 하고 있는 세계이다. 원작과는 달리 인간과 팡가이어(Fangire)가 공존하는 세계이며, 팡가이어들은 '킹'의 규칙에 따라 인간들의 생명 에너지를 흡수하는 것이 금지되어 있다. 이로 인해 팡가이어들은 본능대로 인간을 흡수해야한다는 쪽과 킹의 명령을 따라야 한다는 쪽으로 나뉘어 대립하고 있다. 사진관의 배경은 도시의 야경과 고층 빌딩에 자리잡은 캐슬드란의 그림이다. 키바의 세계에서 츠카사는 바이올리니스트로 활동하며, 쿠레나이 와타루와 오토야만이 연주할 수 있었던 선율을 능숙히 연주한다.

### 와타루
와타루(일본어: ワタル)는 팡가이어와 인간의 혼혈아로, 키바의 세계에서 키밧트 배트 3세와 함께 가면라이더 키바(일본어: 仮面ライダーキバ 카멘라이다 키바[*])로 변신하는 인물이다. 키바의 세계의 왕자이나 왕좌가 비었음에도 스스로 왕좌에 오르는 것을 거부한다. 팡가이어의 피가 와타루가 친해지고자 하는 다른 사람의 목숨을 노리려 하는 것을 두려워했기 때문이다. 비틀 팡가이어는 왕좌에 오르는 것을 망설이는 와타루를 공격하여 키바의 갑옷을 뺏었지만, 키바라의 능력에 휘말려 와타루의 친위대로 일하고 있던 오노데라 유스케의 도움으로 가까쓰로 구출되었으며, 와타루는 여기서 왕이 될 것임을 결심한다. 마침내 와타루는 디케이드와 함께 비틀 팡가이어를 쓰러뜨렸으며, 왕에 오르게 되었다.
와타루는 라이더 대전의 세계에서 재등장한다. 와타루는 팡가이어들을 이끌고 블레이드의 세계의 대표인 켄다테 카즈마, 언데드 무리와 전투를 벌이는데, 이 전투에서 동료 이크사(IXA)가 사망하게 되자 켄다테를 증오하게 된다. 츠카사 일행은 와타루와 켄다테를 화해시켜 대쇼커와 라이더들 간의 대결에 동참하게 하려 하지만 와타루는 거절한다. 슈퍼 아폴로 가이스트가 쓰러졌음에도 세계의 융합과 붕괴가 계속되자, 결국 와타루는 사라지고 만다. 그러나 《가면라이더 × 가면라이더 W & 디케이드 MOVIE 대전 2010》의 〈가면라이더 디케이드 완결편〉에서 츠카사가 가면라이더 키바라에게 죽음을 당하자 원래의 키바의 세계로 돌아왔으며, 다시 부활한 츠카사가 슈퍼 쇼커와 대결할 때 다른 라이더들과 함께 등장하였다. 디케이드가 K 터치를 사용하여 컴플리트 폼으로 변신할 때는 엠페러 폼으로 변신하여 싸웠으며, 〈MOVIE 대전 2010〉 부분에서는 캐슬드란을 타고 슈퍼 크라이시스 요새를 공격한다.
와타루는 《수권전대 게키레인저》에서 어린 시절의 칸도 장을 연기한 후카사와 아라시(일본어: 深澤 嵐)가 연기하였다. 한국어판 성우는 서유리가 맡았다.

### 키밧트 배트 3세
키밧트 배트 3세(Kivat-vat the 3rd, 일본어: キバットバットⅢ世 키밧토 밧토 산세이[*])는 "키밧트배트 가문"(일본어: キバットバット家 키밧토밧토케[*])의 3대 독자이다. 동료인 와타루에게 키바의 힘을 주는 역할로, 변신 후에는 "키밧트 벨트"(일본어: キバットベルト 키밧토 베루토[*])에 장착되어 각종 휘슬을 불어 키바를 지원한다.
키밧트 배트 3세는 원작의 성우였던 스기타 토모카즈(일본어: 杉田 智和)가 연기하였다. 한국어판 성우는 임경명이 맡았다.

### 암즈 몬스터
암즈 몬스터(Arms Monster, 일본어: アームズモンスター 아무즈 몬스타[*])는 키바의 하인으로, 그들 종족에서의 마지막 생존자이다. 암즈 몬스터는 세 명으로, 각각 울펜족(Wolfen, 일본어: ウルフェン族 우루헨조쿠[*])의 가루루(Garulu, 일본어: ガルル 가루루[*]), 머먼족(Merman, 일본어: マーマン族 마만조쿠[*])의 밧샤(Basshaa, 일본어: バッシャー), 프랑켄족(Franken, 일본어: フランケン族 후란켄조쿠[*])의 돗가(Dogga, 일본어: ドッガ)이다. 이들은 키바의 폼 체인지 시에 무기로 변신하여 키바의 전투를 도우며, 4화에서 디케이드와의 대결 중 활용되었다. 와타루의 친위대로 활동하면서 인간을 습격하는 팡가이어를 처벌해왔지만, 왕이 되지 않으려는 와타루를 걱정하며, 너무 어린 와타루가 왕좌에 오르는 것에 대해 부정적인 생각을 가지고 있는 것으로 묘사되었다. 5화에서 비틀 팡가이어가 키바의 갑옷을 뺏자 그를 따르지만, 규칙을 버리려는 비틀 팡가이어에 대해 반발하여 흡수되고 말았다.
가루루, 돗가, 밧샤의 목소리는 치바 잇신(일본어: 千葉 一伸), 미야타 코키(일본어: 宮田 幸季), 쿠로다 타카야(일본어: 黒田 崇矢)가 연기하였다. 한편, 《극장판 초 가면라이더 덴오 & 디케이드 네오 제너레이션: 도깨비 섬의 전함》에서는 우라타로스, 킨타로스, 류타로스가 암즈 몬스터의 인간체 모습인 지로(가루루), 리키(돗가), 라몬(밧샤)에게 빙의하는 장면이 등장하는데, 이 장면에서는 원작의 인간체 역 배우들인 마츠다 켄지(일본어: 松田 賢二), 타키가와 에이지(일본어: 滝川 英治), 오고에 유키(일본어: 小越 勇輝)가 연기하였다.

### 이토야 료
스파이더 팡가이어(일본어: スパイダーファンガイア 스파이다 판가이아[*]) 또는 이토야 료(일본어: 糸矢 僚, 4화)는 키바의 세계에서 처음으로 등장한 팡가이어로, 평소에는 젊은 남자로 변신하여 활동한다. 히카리 사진관을 찻집인 줄 알고 방문하였다가, 에이지로가 사진을 찍으려하자 팡가이어의 모습으로 변하여 소동이 벌어진다. 아소 모녀를 미행하던 원작과는 달리 유치원생들로부터 사랑을 받는 등 인간과 평화롭게 지내는 것으로 묘사된다.
이토야 료와 스파이더 팡가이어의 목소리는 원작 《가면라이더 키바》에서 연기하였던 소토가 다시 연기하였다.

### 비틀 팡가이어
비틀 팡가이어(일본어: ビートルファンガイア 비토루 팡가이아[*]) 또는 참이름 속죄의 동산을 가르는 날짜 변경선(일본어: 贖罪の園を分断する、日付変更線 쇼쿠자이노 소노오 분단스루 히즈케헨코센[*])은 인섹트 클래스(일본어: インセクトクラス 인세쿠토 쿠라스[*])의 팡가이어로, 예전의 킹이었다. 과거에 인간 여자를 사랑하게 되었으며, 그녀와의 사이에서 와타루를 낳았다. 인간과 팡가이어 간의 공존을 부정하여 와타루를 습격, 키바의 갑옷을 빼앗은 후, 공존 규칙을 없애려는 데 반발하는 암즈 몬스터를 흡수하여 도가바키 폼으로 변신한다. 그러나 결국 그는 디케이드의 키바 애로우와 다크니스 문 브레이크 콤보에 의해 치명타를 입고, 그의 정체를 짐작하여 따라 온 츠카사의 바이올린 연주 앞에서 최후를 맞이한다.
비틀 팡가이어는 이케우치 만사쿠(일본어: 池内 万作)가 연기하였다.

### 팡가이어
팡가이어족(Fangire, 일본어: ファンガイア族 판가이아조쿠[*])는 육체 조직이 스테인드글라스로 구성되어 있는 흡혈 종족으로, 인간의 생명 에너지(일본어: ライフエナジー 라이프 에나지[*])를 먹음으로써 생명을 유지하나, 키바의 세계에서는 그들의 킹이 정한 "인간의 생명 에너지를 빼앗아서는 안 된다"는 규칙을 따르고 있다. 그러나 일부 팡가이어들은 이러한 규칙에 대해 불만을 품고 어기기도 한다. 팡가이어들은 동물의 모습을 베이스로 하고 있다. 몇몇 팡가이어들이 디케이드 1화에서 나츠미를 공격하기 위해 나타나는데, 각각 샤크 팡가이어, 무스 팡가이어, 호스플라이 팡가이어, 랫 팡가이어, 맨티스 팡가이어, 시문 팡가이어이다.
- 스왈로테일 팡가이어 (일본어: スワローテイルファンガイア 스와로테이루 판가이아[*], 4화 ~ 5화): 체크메이트 포의 비숍(일본어: ビショップ 비숏푸[*])이다. 비틀 팡가이어가 키바의 갑옷을 뺏은 이후, 그의 명령에 따라 디케이드를 습격하지만 디케이드의 디멘션 슬래시에 죽음을 당했다. 목소리는 츠보이 토모히로(일본어: 坪井 智浩)가 연기하였다.
- 라이온 팡가이어 (일본어: ライオンファンガイア 라이온 판가이아[*], 4화): 체크메이트 포의 루크(Rook, 일본어: ルーク 루쿠[*])로, 규칙을 어긴 팡가이어를 제거하는 임무를 수행하던 중 그를 오해한 디케이드의 디케이드 슬래시에 의해 죽음을 당했다. 목소리는 타카시나 토시츠구(일본어: 高階 俊嗣)가 연기하였다.

## 류우키의 세계
류우키의 세계(일본어: 龍騎の世界 류키노 세카이[*])는 《가면라이더 류우키》의 이야기를 바탕으로 하는 세계이다. 류우키의 세계에서는 범죄자의 형벌에 관하여, 피고인의 변호사나 원고/피고의 관련자들이 계약 몬스터(일본어: 契約モンスター 케이야쿠 몬스타[*])를 통해 가면라이더가 되어 미러월드(Mirror World, 일본어: ミラーワールド 미라와루도[*])에서 라이더 배틀을 벌이고, 마지막 승리자가 범죄자를 심판하는 "라이더 재판"(일본어: 仮面ライダー裁判 카멘라이다 사이반[*])의 개념이 존재한다. 배틀을 벌일 때마다 승자는 상대의 어드벤트 카드를 빼앗을 수 있지만, 어드벤트를 미러월드 외에서 사용하면 재판에서 자동으로 탈락된다. 사진관의 배경은 하늘 위에 떠 있는 드래그레더와 건물 유리에 비추어지는 미러월드의 그림이다. 류우키의 세계에서 츠카사는 변호사로 활동하며, 어드벤트 카드 없이 미러월드의 라이더 재판에 참전한다.

### 타츠미 신지
타츠미 신지(일본어: 辰巳 シンジ)는 ATASHI 저널에서 카메라맨으로 일하는 청년이다. 모모이 편집장이 살해당한 이후, 피해자의 주변인으로서 라이더 재판에 참전하게 된다. 용의 모습을 한 미러 몬스터 드래그레더(Dragredder)와 계약하여 가면라이더 류우키(일본어: 仮面ライダー龍騎 카멘라이다 류키[*])로 변신한다. 《가면라이더 × 가면라이더 W & 디케이드 MOVIE 대전 2010》의 〈디케이드 완결편〉에서 아홉 세계의 라이더들이 슈퍼 쇼커와 대결하게 되었을 때 신지는 디케이드의 K 터치로 류우키 서바이브 폼으로 변신하고, 〈MOVIE 대전 2010〉에서는 파이널 폼 라이드 카드의 효과로 드래그레더로 변신하여 슈퍼 크라이시스 요새와 싸운다.
타츠미 신지는 미즈타니 모모스케(일본어: 水谷 百輔)가 연기하였다. 한국어판 성우는 이경태가 맡았다.

### 하구로 렌
하구로 렌(일본어: 羽黒 レン)는 ATASHI 저널에서 기자로 일하던 청년으로, 후배인 신지와는 오랫동안 함께 활동했으나 3년 전 알 수 없는 이유로 회사를 떠났다. 모모이 편집장이 살해당한 이후 신지로부터 모모이 편집장을 살해했다는 의심을 받아 위기에 처한다. 렌은 타임 벤트를 통해 진범을 찾으려 하였으며, 가면라이더 오딘을 쓰러뜨림으로써 카드를 찾아내 카마다가 모모이 편집장을 죽이려 했음과, 하구로 렌이 회사를 떠난 이유가 모모이 편집장이 잠시 동안 다른 회사에서 일해볼 것을 권했기 때문임이 밝혀진다.
하구로 렌은 키타무라 에이키(일본어: 北村 栄基)가 연기하였다.

### 모모이 레이코
모모이 레이코(일본어: 桃井 玲子)는 ATASHI 저널의 편집장이다. 나츠미가 류우키의 세계에 도착했음을 안 순간 레이코는 죽어있었으며, 이 때문에 처음에 나츠미가, 그 다음에는 하구로 렌이 살인범으로 몰리게 되었다. 그러나 신지가 렌이 찾아낸 타임 벤트 카드로 과거로 돌아가 가까쓰로 모모이를 구했다. 모모이는 카마다가 인간이 아닌 존재이며 다른 세계에서 왔음을 눈치챘으며, 그 때문에 모모이는 카마다의 표적이 되었던 것이었다.
모모이 레이코는 타카하시 사에(일본어: 高橋 佐衣)가 연기하였다.

### 카마다
카마다 또는 카마타(일본어: 鎌田)는 ATASHI 저널의 부편집장으로 일하는 수수께끼의 남자이다. 류우키의 세계에서 모모이 편집장의 살인 사건 이후 미러 몬스터 어비슬래셔(일본어: アビスラッシャー 아비스랏샤[*]), 어비스해머(일본어: アビスハンマー 아비스한마[*])와 계약하여 가면라이더 어비스(일본어: 仮面ライダーアビス 카멘라이다 아비스[*])로 변신한다. 가면라이더 어비스의 파이널 벤트는 계약 몬스터를 융합하여 "어비소돈"(일본어: アビソドン 아비소돈[*])이라는 거대한 기계 상어 한 마리를 소환하는 것이다.
자신의 정체를 안 모모이 편집장을 죽였으나 타임 벤트의 효과로 무효화되고, 류우키와 디케이드의 합동 공격으로 쓰러진다. 그러나 갑자기 나타난 나루타키는 카마다의 정체가 하트 카테고리 K/패러독사 언데드임을 밝히고, 그를 블레이드의 세계로 데려간다.
카마다는 이리에 마사토(일본어: 入江 雅人)가 연기하였다. 한국어판 성우는 고구인이 맡았다.

### 기타 라이더
간략히 모습만 등장한 가면라이더 라이아(일본어: 仮面ライダーライア 카멘라이다 라이아[*]), 가면라이더 가이(일본어: 仮面ライダーガイ 카멘라이다 가이[*]), 가면라이더 팜(일본어: 仮面ライダーファム 가면라이더 파무[*]) 외에 여러 라이더들이 모모이 편집장 살인 사건에 관한 라이더 재판에 참여하였다. 오자(오쟈)와 류우가는 재판에 참여하지 않았으며, 디케이드의 고유 라이더인 어비스를 제외하면 총 11명의 라이더가 참전했다.
- 가면라이더 시저스(일본어: 仮面ライダーシザース 카멘라이다 시자스[*], 6화): 속임수를 사용하는 라이더로 계약 몬스터는 게 형태의 볼캔서(Volcancer)이다. 라이더 재판에서의 승리율은 6.8%로 기록되어 있다. 베르데를 쓰러뜨리지만, 나이트의 공격을 받아 탈락했다.[20][21] 시저스의 목소리는 마스타니 야스노리(일본어: 増谷 康紀)가 연기하였다.
- 가면라이더 졸다(일본어: 仮面ライダーゾルダ 카멘라이다 조루다[*], 6화): 나츠미의 유죄를 주장하는 검사이자 라이더로 계약 몬스터는 버팔로 형태의 마그누기가(Magnugiga)이다. 타이거를 쓰러뜨렸다.[20][21]
- 가면라이더 베르데(일본어: 仮面ライダーベルデ 카멘라이다 베루데[*], 6화): 계약 몬스터는 카멜레온 형태의 바이오그리자(Biogreeza)이다. 시저스의 거짓 항복에 넘어가 탈락했다.[20][21]
- 가면라이더 타이거(일본어: 仮面ライダータイガ, 6화) 또는 가면라이더 타이가(일본어: 大牙): 계약 몬스터는 호랑이 형태의 데스트와일더(Destwilder)이다. 졸더의 기가런처를 맞고 탈락했다.[20][21]
- 가면라이더 임페러(일본어: 仮面ライダーインペラー 카멘라이다 인페라[*], 6화): 대량의 계약 몬스터를 사용하는데, 전부 영양 형태로 각각 기가젤(Gigazelle), 메가젤(Megazelle), 오메가젤(Omegazelle), 네거젤(Negazelle), 마가젤(Magazelle)이다. 디케이드의 디맨션 킥에 탈락되었다.[20][21]
- 가면라이더 오딘(일본어: 仮面ライダーオーディン 카멘라이다 오딘[*], 7화): 계약 몬스터는 불사조 형태의 골드피닉스(Goldphoenix)이다. 나이트의 파이널 벤트에 탈락했으며, 타임 벤트 카드를 가지고 있었다.[22][23]

### 미러 몬스터
미러 몬스터(일본어: ミラーモンスター 미라 몬스타[*])는 미러월드에 살고 있는 괴물들이다. 라이더 재판에 참가한 라이더와 계약하는 경우는 계약 몬스터이며, 여기서는 야생 몬스터나 임페러의 기가젤을 따르는 미러 몬스터에 대해 기술한다.
- 굴드선더(GuldThunder, 일본어: ガルドサンダー 가루도 산다[*], 6화): 붉은 봉황 형태의 미러 몬스터이다. 오메가젤, 지브라스컬 브론즈와 함께 류우키를 습격했다.
- 지브라스컬 브론즈(Zebraskull Bronze, 일본어: ゼブラスカル・ブロンズ 제부라스카루 부론즈[*], 6화): 검은 머리의 얼룩말 형태의 미러 몬스터이다. 굴드선더, 오메가젤과 함께 류우키를 습격했다.
- 메가젤(Megazelle, 일본어: メガゼール 메가제루[*], 6화): 푸른색과 노란색을 띠고 있는 가젤 형태의 미러 몬스터로 가면라이더 임페러를 돕는다.
- 네거젤(Negazelle, 일본어: ネガゼール 네가제루[*], 6화): 가젤과 아프리카물소의 모습이 섞여있는 형태의 미러 몬스터로 가면라이더 임페러를 돕는다.
- 오메가젤(Omegazelle, 일본어: オメガゼール 오메가제루[*], 6화): 가젤과 물소의 모습이 섞여있는 형태의 미러 몬스터로 가면라이더 임페러를 돕는다. 한 마리가 굴드선더, 오메가젤과 함께 류우키를 습격했다.
- 마가젤(Magazelle, 일본어: マガゼール 마가제루[*], 6화): 가젤과 큰뿔야생양의 모습이 섞여있는 형태의 미러 몬스터로 가면라이더 임페러를 돕는다.

#### 계약 몬스터
계약 몬스터(일본어: 契約モンスター 케이야쿠 몬스타[*])는 라이더 재판에서 라이더와 계약한 미러 몬스터이다.
- 다크윙(일본어:  ダークウイング[*], 6화): 거대한 기계 흡혈박쥐 형태의 미러 몬스터로 나이트와 계약했다.
- 볼캔서(일본어: ボルキャンサー 보루캰사[*], 6화): 기계 휴머노이드 게 형태의 미러 몬스터로 시저스와 계약했다.
- 데스트와일더(일본어: デストワイルダー 데스토와이루다[*], 6화): 장갑(裝甲) 휴머노이드 백호 형태의 미러 몬스터로 타이거와 계약했다.
- 기가젤(일본어: ギガゼール 기가제루[*], 6화): 휴머노이드 가젤 형태의 미러 몬스터로 임페러와 계약했다. 다른 영양 미러 몬스터들을 불러들인다.
- 어비스해머(일본어: アビスハンマー 아비스한마[*], 6화 ~ 7화): 미사일 런처와 머신건을 장비한 귀상어 형태의 미러 몬스터로 어비스와 계약했다. 어비스의 다른 계약 몬스터인 어비슬래셔와 융합하여 어비소돈(일본어: アビソドン 아비소돈[*])이 되지만, 류우키 드래그레더와 디케이드의 공격으로 죽음을 당했다.
- 어비슬래셔(일본어: アビスラッシャー 아비스랏샤[*], 6화 ~ 7화): 톱날 칼로 무장한 톱상어 형태의 미러 몬스터로 어비스와 계약했다. 어비스해머와 융합하여 어비소돈이 되지만, 류우키 드래그레더와 디케이드의 공격으로 죽음을 당했다.

## 블레이드의 세계
블레이드의 세계(일본어: ブレイドの世界 부레이도노 세카이[*])는 《가면라이더 블레이드》의 이야기를 배경으로 하는 세계이다. 이 세계의 라이더들은 주식회사 BOARD(일본어: 株式会社BOARD 카부시키카이샤 보도[*])에서 좋은 실적을 세운 높은 랭킹의 사원들로, 라우저(Rouzer)로 라이더로 변신하여 언데드(Undead)들을 봉인하는 일명 가면라이더 샐러리맨(일본어: 仮面ライダーサラリーマン 카멘라이다 사라리만[*])이다. 가장 높은 랭킹은 에이스(Ace, 일본어: エース 에스[*])이고, 그 다음으로 킹, 퀸, 잭이 따라오며 그 아래로는 10에서 2까지의 숫자 랭킹이 존재한다. 사진관의 배경은 블레이드 라우저가 펼쳐진 그림이다. 블레이드의 세계에서 카도야 츠카사는 BOARD의 사원 식당 치프로 활동하며, 라이더들의 도움 없이 스스로 언데드들을 없앤다.

### 켄다테 카즈마
켄다테 카즈마(일본어: 剣立 カズマ)는 가면라이더 블레이드(일본어: 仮面ライダーブレイド 카멘라이다 부레이도[*])로 변신하는, BOARD의 최고위 랭크 A 사원이었다. 그러나 언데드 봉인을 최우선으로 하라는 회사의 규칙을 어기고 쿠로바 무츠키를 구하여 하위 랭크인 랭크 7을 거쳐 2로 떨어지고, 블레이드 변신 자격을 박탈당했다. 그 후, 킹으로 올라간 츠카사가 일하는, 사내 식당으로 배속되었다. 그리고 후에는 BOARD에서 해고당했다. 라고 부르며 따르게 된다.
켄다테 카즈마는 라이더 대전의 세계에서도 등장한다. 라이더 대전의 세계에서 블레이드의 세계의 라이더와 언데드를 이끌고 키바의 세계의 팡가이어, 라이더와 싸우지만, 그 과정에서 동료 렌겔이 죽는 바람에 와타루를 적대시하게 된다. 츠카사와 유스케는 카즈마와 와타루를 화해시키려 하지만 카즈마는 그들의 제의를 무시했다. 그 후 마음을 다시 열어 팡가이어 퀸을 쓰러뜨리지만, 슈퍼 아폴로 가이스트의 각성 이후 갑자기 사라지고 말았다.
하지만 《가면라이더 × 가면라이더 W & 디케이드 MOVIE 대전 2010》에서 디케이드가 죽음으로써 다시 원래의 세계에서 부활하여, 같이 부활한 츠카사와 함께 슈퍼 쇼커와 대결하게 된다. 블레이드로 변신한 카즈마는 〈디케이드 완결편〉에서는 K 터치의 영향으로 킹 폼으로 변하며, 〈MOVIE 대전 2010〉에서는 잭 폼으로 변하여 슈퍼 크라이시스 요새와 싸운다.
켄다테 카즈마는 드라마판 《풍마의 코지로》에서 레이라 역을 연기했던 스즈키 히로키(일본어: 鈴木 拡樹)가 연기했다. 한국판 더빙은 오인성이 맡았다.

### 히시가타 사쿠야
히시가타 사쿠야(일본어: 菱形 サクヤ)는 가면라이더 갸렌(일본어: 仮面ライダーギャレン 카멘라이다 갸렌[*])로 변신하는, BOARD의 랭크 A 사원이었다. 그러나 카리스에게 벨트를 빼앗겨 등급이 강등되었으며, 카리스의 정체가 시조 하지메 사장임을 알게 되지만 결국 시조에게 납치당하여 조커 카드의 생명 에너지를 꺼내는 실험 대상이 되었다.
히시가타 사쿠야는 나리마츠 요시히코(일본어: 成松 慶彦)가 연기하였다. 한국판 더빙은 노계현이 맡았다.

### 쿠로바 무츠키
쿠로바 무츠키(일본어: 黒葉 ムツキ)는 BOARD의 랭크 K 사원이었다가 카즈마의 랭킹이 강등된 후 A 랭크 사원이 되었다. 가면라이더 렌겔(일본어: 仮面ライダーレンゲル 카멘라이다 렌게루[*])로 변신한다. 카리스에게 벨트를 빼앗기고 카리스의 정체가 시조 하지메 사장임을 밝혀내지만, 결국 히시가타 사쿠야와 함께 납치당하여 조커 카드의 생명 에너지를 꺼내는 실험 대상이 되었다.
쿠로바 무츠키는 카와하라 카즈마(일본어: 川原 一馬)가 연기하였다. 한국판 더빙은 최재호가 맡았다.

### 시조 하지메
시조 하지메(일본어: 四条 ハジメ)는 BOARD의 사장으로, 가면라이더 카리스(Chalice, 일본어: 仮面ライダーカリス 카멘라이다 카리스[*])로 변신하는 남자이다. 정부로부터 BOARD가 더 많은 예산을 받기를 원하며, 회사에 손해를 끼쳤다는 이유로 켄다테 카즈마를 해고했다. 하지메의 최종적인 목적은 강력한 언데드를 만들어 새로운 위기를 조성, 정부가 BOARD에 더 많은 예산을 지원하게 하는 것으로, 카마다와 손잡아 사쿠야, 무츠키를 납치해 그들의 에너지를 빼앗아, 마침내 최강의 언데드 조커(Joker, 일본어: ジョーカー 조카[*])로 변신하게 된다. 그러나 하지메는 디케이드와 블레이드에게 카마다와 함께 죽음을 당했고, 사장직은 켄다테 카즈마가 물려받게 되었다.
시조 하지메는 루오(일본어: 累央)가 연기하였다. 한국어판 성우는 이규석이 맡았다.

### BOARD의 여사원들
아이(일본어: アイ), 마이(일본어: マイ), 미(일본어: ミー)는 BOARD의 랭크 8 사원으로, 사원 식당에 취직한 츠카사에게 랭크 별로 사원의 식단이 다름을 설명해주며, 치프가 된 츠카사를 존경하고 돕는다.
여사원들은 히이라기 루미(일본어: 柊 瑠美), 카야마 유카(일본어: 香山 裕香), 와시즈 아야노(일본어: 鷲巣 あやの)가 연기하였다.

### 패러독사 언데드
패러독사 언데드(일본어: パラドキサアンデッド 파라도키사 안뎃도[*])는 하트 카테고리의 킹 언데드이다. 칼날 모양의 바람으로 목표물을 공격하는 힘을 가지고 있다. 보통은 카마다(일본어: 鎌田 카마타[*])라는 인간 모습으로 위장해서 행동하는데, 류우키의 세계에 숨어들었다가 정체가 들통나자 나루타키와 함께 블레이드의 세계로 도주한다. 블레이드의 세계에서 패러독사 언데드는 하지메와 손잡고 BOARD의 이사장이 되어 라이더 시스템을 강탈, 최강의 언데드 조커를 만들려고 한다. 그러나 결국 디케이드와 블레이드에게 조커로 변신한 하지메와 함께 죽음을 당했다.
류우키의 세계에서 카마다를 연기했던 이리에 마사토가 인간체 카마다와 패러독사 언데드의 목소리를 연기했다. 한편 패러독사 언데드는 "Journey through the Decade"의 뮤직 비디오에서 츠카사와 싸우려는 각트에 의해 소환된다.

### 언데드
언데드(Undead, 일본어: アンデッド 안뎃도[*])는 지구 상에 살고 있는 여러 동물들의 선조가 되는 불사의 생명체이다. 단, 가면라이더 디케이드에서는 "폭사" 형태로 죽는 것으로 묘사되었다. 몇몇 언데드들은 1화에서 나츠미와 사람들을 습격했는데, 각각 리자드, 패커, 스퀴드, 코카서스 언데드이다.
- 버팔로 언데드(일본어: バッファローアンデッド 밧파로 안뎃도[*], 8화): 스페이드 카테고리 8의 언데드이다. 블레이드의 라이트닝 블래스트에 죽음을 당했다.
- 엘리펀트 언데드(일본어: エレファントアンデッド 에레판토 안뎃도[*], 8화): 클럽 카테고리 잭의 언데드이다. 디케이드의 류우키 서바이브 벤트에 죽음을 당했다.
- 카프리콘 언데드(일본어: カプリコーンアンデッド 카푸리콘 안뎃도[*], 8화): 스페이드 카테고리 퀸의 언데드이다. 패러독사 언데드에게 떠밀려 디케이드의 디멘션 킥을 대신 맞고 죽었다.

## 파이즈의 세계
파이즈의 세계(일본어: ファイズの世界 파이즈노 세카이[*])는 《가면라이더 555》의 이야기를 배경으로 하는 세계이다. 파이즈의 세계에서 "스마트 브레인 하이스쿨"(일본어: スマートブレイン･ハイスクール 스마토 부레인 하이스쿠루[*])의 고등학생들은 밤마다 오르페녹(Orphnoch)라는 괴물들의 습격을 받는다. 사진관의 배경은 전투 형태로 변신한 오토버진과 스마트 브레인의 상징인 푸른 나비들이 날아다니는 그림이다. 파이즈의 세계에서 츠카사는 스마트 브레인 하이스쿨에서 뛰어난 테니스 실력을 가진 고등학생으로 활동하며, 다이키는 파이즈 기어를 노리지만 실패하고 제왕의 기어인 오가 기어를 손에 넣는다.

### 오가미 타쿠미
오가미 타쿠미(일본어: 尾上 タクミ)는 스마트 브레인 하이스쿨을 오르페녹들로부터 지키기 위하여 가면라이더 파이즈(일본어: 仮面ライダーファイズ 카멘라이다 파이즈[*])로 변신하는 고등학생이다. 타이거 오르페녹과의 싸움에서 파이즈 기어를 잃어버리고 울프 오르페녹(일본어: ウルフオルフェノク 우루후 오르페노쿠[*])으로 변했다. 학교의 학생들에게 자신의 오르페녹으로서의 정체를 밝히고, 럭키 클로버를 쓰러뜨린 후 학교를 떠나려 하지만 토모다의 설득으로 계속 남아있게 되었다. 《가면라이더 × 가면라이더 W & 디케이드 MOVIE 대전 2010》에서는 연락 두절로 다른 라이더들과는 달리 인간 모습으로 출연하지 못했지만, 슈트 배우가 연기하는 가면라이더 파이즈는 출연하였다. 파이즈는 츠카사와 함께 슈퍼 쇼커와 싸우며, 〈디케이드 완결편〉에서는 디케이드의 K 터치의 영향으로 블래스터 폼으로 변신하며, 〈MOVIE 대전 2010〉에서는 가면라이더 델타가 사용하던 제트 슬리거를 타고 다니며 슈퍼 크라이시스 요새를 공격한다.
오가미 타쿠미는 세이노 슌스케(일본어: 制野 峻右)가 연기하였다. 한국판 더빙은 이경태가 맡았다.

### 토모다 유리
토모다 유리(일본어: 友田 由里)는 타쿠미의 친구로, 스마트 브레인 하이스쿨의 사진부에서 활동하고 있다. 오르페녹들에 대해 괴물로 여기며 편견을 가지고 있으며, 다른 학생들과는 달리 처음에는 파이즈를 믿지 않았지만 럭키 클로버의 습격을 받았다가 타쿠미가 파이즈로 변신하는 것을 알게 되었다. 하지만 그와 동시에 타쿠미가 오르페녹이었다는 사실을 알고 충격을 받는다. 그러나 타쿠미가 럭키 클로버를 쓰러뜨린 후에는 학교를 떠나려는 타쿠미를 붙잡아 사진집이 만들어질 때까지 곁에 있어달라고 설득한다.
토모다 유리는 미도리 유리에(일본어:  緑 友利恵[*])가 연기하였다. 한국어판 성우는 김하영이 맡았다.

### 타이거 오르페녹
모모세(일본어: 百瀬)는 스마트 브레인 하이스쿨의 뛰어난 학생들이 모인 럭키 클로버(일본어: ラッキークローバー 랏키 쿠로바[*])의 리더이자, 학교에 침투한 오르페녹들의 리더이다. 타이거 오르페녹(일본어: タイガーオルフェノク 타이가 오르페노쿠[*])이 진정한 모습으로, 죽은 오르페녹을 되살리는 능력을 가지고 있다. 파이즈가 사라졌다는 것을 알게 되자 학교에서 학생들을 마구잡이로 습격하지만, 돌아온 파이즈와 디케이드의 합동 공격인 디케이드 포톤(Decade Photon)에 의해 죽음을 당했다.
모모세와 타이거 오르페녹의 목소리는 《초성함대 세이저 X》에서의 비틀 세이저 케인 루카노와 《가면라이더 OOO》의 앙크를 연기한 미우라 료스케(일본어: 三浦 涼介)가 연기하였다.

### 오르페녹
오르페녹(일본어: オルフェノク 오르페노쿠[*])은 인간의 진화형으로, 죽은 인간 중 일부가 되살아난 것이다. 일반적인 인간보다 신체 능력이 크게 강해진 존재이다. 몇몇 오르페녹들은 1화에서 나츠미를 습격했다가 디케이드에 의해 죽음을 당했는데, 각각 옥토퍼스, 오르카, 피전, 돌핀, 라이노세로스 비틀 오르페노크이다.
- 버터플라이 오르페녹 (일본어: バタフライオルフェノク 바타프라이 오르페노쿠[*], 10화): 스마트 브레인의 고등학생으로 잠입해 있었으며, 파이즈의 공격에 죽음을 당했다. 버터플라이 오르페녹의 인간체와 목소리는 오카다 리호(일본어: 岡田 里穂)가 연기하였다.
- 슈카와/랍스터 오르페녹(일본어: 朱川／ロブスターオルフェノク 슈카와/로부스타 오르페노쿠[*], 10화 ~ 11화): 럭키 클로버의 유일한 여성 멤버이다. 디케이드 포톤에 타이거 오르페녹과 함께 죽음을 당했다. 슈카와는 하나가타 아야사(일본어: 花形 綾沙)가 연기하였다.
- 겐다/드래곤 오르페녹(일본어: 玄田／ドラゴンオルフェノク 겐다/도라곤 오르페노쿠[*], 10화 ~ 11화): 럭키 클로버의 멤버로, 처음에 블레이드로 변신한 디케이드에게 죽음을 당했으나 타이거 오르페녹에 의해 부활했다. 그러나 디케이드 포톤에 죽음을 당했다. 겐다는 CHIKARA가 연기하였다.
- 시로가네/센티피드 오르페녹(일본어: 城金／センチピードオルフェノク 시로가네/센치피도 오르페노쿠[*], 10화): 럭키 클로버의 멤버로, 디엔드의 디멘션 샷에 죽음을 당했다. 시로가네는 나가오카 타쿠야(일본어: 永岡 卓也)가 연기하였다.

## 아기토의 세계
아기토의 세계(일본어: アギトの世界 아기토노 세카이[*])는 《가면라이더 아기토》의 이야기를 배경으로 하는 세계이다. 쿠우가의 세계처럼 라이더와 경찰들은 그론기들과 대결하지만, "언노운"이라는 새로운 종족이 등장하며, 언노운들은 인간을 습격하는 그론기들을 무차별로 공격한다. 사진관의 배경은 《가면라이더 아기토》 오프닝에 처음으로 등장하는 아기토 신화의 그림이다. 아기토의 세계에서 츠카사는 우편배달부로 활동하며, 토우코의 편지를 아시하라 쇼이치에게 전해주려 하는데, 처음 아기토의 세계에 도착했을 때 쿠우가의 세계로 착각하기도 한다. 한편 다이키는 G4 칩을 노린다.

### 아시카와 쇼이치
아시카와 쇼이치(일본어: 芦河 ショウイチ 아시카와 쇼우이치[*])은 과거에 G3 시스템을 장착했던 남성으로, 1년 전에 아기토의 힘에 눈을 떠 가면라이더 엑시드 길스(일본어: 仮面ライダーエクシードギルス 카멘라이다 에쿠시도 기루스[*])로 변신하게 되면서 언노운들에게 쫓겨왔다. 이후 유스케의 도움으로 진정한 아기토의 힘에 각성하여, 가면라이더 아기토(일본어: 仮面ライダーアギト 카멘라이다 아기토[*])로 각성하게 된다. 《가면라이더 × 가면라이더 W & 디케이드 MOVIE 대전 2010》에서는 츠카사를 도와 슈퍼 쇼커와 싸우는데, 〈디케이드 완결편〉에서는 디케이드의 K 터치의 영향으로 샤이닝 폼으로 변신하고, 〈MOVIE 대전 2010〉에서는 올 라이더 파이널 폼 라이드의 영향으로 아기토 토네이더로 변신하여 슈퍼 크라이시스 요새와 싸운다.
아시카와 쇼이치는 《극장판 가면라이더 히비키와 7인의 전귀》에서 키라메키를 연기했던 야마나카 사토시(일본어: 山中 聡)가 연기하였다. 한국어판 성우는 김디도가 맡았다.

### 야시로 토우코
야시로 토우코(일본어: 八代 淘子 야시로 토코[*])는 제너레이션 시스템의 개발자로, 야시로 아이와는 성격이 사뭇 다르게 묘사되며 G3-X가 인간들의 유일한 희망임을 확신한다. 야시로 아이와 같은 외모를 하고 있어 유스케는 아이를 다시 만날 수 있다는 생각으로 그녀를 돕기도 한다. 1년 전 사라졌던 아시카와 쇼이치를 그리워하고 있었으며, 다이키가 자신이 개발하던 G4 칩을 노림을 알게 되자 거리낌 없이 권총으로 그것을 부수었다.
야시로 토우코는 〈쿠우가의 세계〉 편에서 야시로 아이 역을 맡았던 사토 히로코가 연기했다. 한국어판 성우는 이지현이 맡았다.

### 타우루스 발리스타
버팔로 로드(일본어: バッファローロード 밧파로 로도[*]) 또는 참이름(眞名) 타우루스 발리스타(Taurus Balista, 일본어: タウルス・バリスタ 타우루스 바리스타[*])는 강력한 로드 중 한 명으로, 전용 무기는 지고의 토리아나(일본어: 至高のトリアンナ 시코노 토리안나[*])이다. 아기토가 될 인간을 없애는 것이 목적으로, 인간이 힘을 얻으면 잘못된 길을 택할 거라고 하며 인간은 단지 인간인 채로만 로드들의 보호를 받으면 된다고 주장한다. 그러나 츠카사는 인간이 로드들의 보호를 받을 필요가 없다고 반박했으며, 결국 버팔로 로드는 디케이드, 아기토, G3-X를 장착한 유스케에게 죽음을 당했다.
타우루스 발리스타는 토리우미 코스케(일본어: 鳥海 浩輔)가 연기했다.

### 로드
로드(Lord, 일본어: ロード 로도[*])는 "어둠의 힘"(오버로드)을 모시는 사도(使徒)로, 지구 상의 생물을 본뜬 모습을 지닌 초월 생명체이다. 동물의 머리를 하고 있으며 퇴화된 날개를 가지고 있다. 경찰들 사이에서는 미확인 생명체와의 구분을 위해 언노운(일본어: アンノウン 안노운[*])이라고 불린다. 어둠의 힘에게 도전할 막강한 힘을 가진 아기토를 모조리 없애는 것이 그들의 사명으로, 원작에서 인간의 힘으로는 불가능하다는 "불가능 범죄"의 형태로 사람을 죽이는 것과는 달리 무기로 직접 아기토를 공격하는 것으로 묘사되어 있다. 아래에 등장한 로드들은 극장판 가면라이더 아기토 PROJECT G4에서만 등장했던 로드들이다.
- 포르미카 페데스(Formica Pedes, 일본어: フォルミカ・ペデス 포루미카 페데스[*], 12화 ~ 13화): 타우루스 발리스타와 여왕 포르미카 레기아를 따르는 앤트 로드(일본어: アントロード 안토 로도[*]) 병정이다.
- 포르미카 레기아(Formica Regia, 일본어: フォルミカ・レギア 포루미카 레기아[*], 13화): 퀸 앤트 로드로 타우루스 발리스타의 심복이다. 아기토의 라이더 킥에 죽음을 당했다. 포르미카 레기아의 목소리는 모리 나츠키(일본어: 森 夏姫)가 연기했다.

### 그론기
그론기족(Gurongi, 일본어: グロンギ族 구론기조쿠[*])은 원래 쿠우가와 싸우던 존재로, 로드들과는 달리 인간을 무차별로 습격하지만, 그 때문에 로드들의 습격을 당한다.
- 메 바지스 바(일본어: メ･バヂス･バ, 12화): 메 그룹 벌종 그론기로 미확인 생명체 47호(일본어: 未確認生命体四十七号 미카쿠닌 세이메이타이 욘주나나고[*])로 불린다. G3-X의 케르베로스에 죽음을 당했다.
- 즈 메비오 다(일본어: ズ･メビオ･ダ, 12화): 즈 그룹 표범종 그론기로 미확인 생명체 48호(일본어: 未確認生命体四十八号 미카쿠닌 세이메이타이 욘주하치고[*])로 불린다. 디엔드의 공격을 받았다가 도망치려 하지만, 두 앤트 로드에게 죽음을 당했다.
- 메 기노가 데(일본어: メ･ギノガ･デ, 12화): 메 그룹 버섯종 그론기로 미확인 생명체 49호(일본어: 未確認生命体四十八号 미카쿠닌 세이메이타이 욘주큐고[*])로 불린다. 디엔드와 디엔드가 소환한 드레이크, 델타에게 죽음을 당했다.

## 덴오의 세계
덴오의 세계(일본어: 電王の世界 덴오우노 세카이[*])는 《가면라이더 덴오》의 이야기를 배경으로 하는 세계이다. 다른 세계와는 달리 원작의 등장 인물이나 요소들이 거의 변경되지 않았다. 단, 덴라이너의 실내 모습이 뉴 덴라이너의 실내 모습으로 변경되었다. 사진관의 배경은 모래를 가로지르는 시간의 철길 위로 덴라이너가 달리는 그림으로, 15화에서 사진관에 찾아온 류타로스가 그림에 낙서를 하는 장면이 등장한다. 덴오의 세계에서 카도야 츠카사는 원작의 장년 사쿠라이 씨와 비슷한 복장을 입고 있는 덴라이너의 승객으로 등장한다. 한편, 다이키는 시간을 자유롭게 이동하는 덴라이너를 노린다. 덴오의 세계는 《극장판 초 가면라이더 덴오 & 디케이드: 네오 제네레이션즈 도깨비 섬의 전함》과 이야기가 연관되어 있다.

### 모모타로스
모모타로스(Momotaros, 일본어: モモタロス 모모타로스[*])는 오니(일본어: 鬼)를 형상화한 붉은 색의 이매진으로, 모모타로스워드(일본어: モモタロスォード 모모타로스워도[*])라는 검을 사용한다. 덴라이너에서 료타로와 함께 시간을 여행한 동료 이매진이었다. 오니 일족의 등장으로 덴오의 세계에 이변이 일어나면서 기억을 잃고 실체화되지 못했다. 정신체 상태로 돌아다니던 모모타로스는 츠카사의 몸의 들어가 지나가던 행인의 몸에 숨어있었던 몰 이매진을 찾아내고, 가면라이더 덴오 소드 폼으로 변신해 몰 이매진을 쓰러뜨린다. 이후 유스케의 몸에 들어가지만, 모모타로스를 덴라이너로 바꾸려는 디엔드에게 공격을 당한다. 모모타로스는 츠카사와 함께 이매진들과 분투하지만 강력한 엘리게이터 이매진 앞에 위기에 처한다. 그러나 츠카사의 도움으로 자신의 실체를 되찾게 되고, 디케이드, 쿠우가로 변신한 유스케와 함께 엘리게이터 이매진을 쓰러뜨린다. 덴라이너로 돌아온 모모타로스는 실체를 되찾은 다른 동료 이매진들과 료타로, 코타로와 재회하지만 아직 오니 일족이 덴오의 세계에 떠돌고 있음을 알게 되고, 갑자기 다른 동료 이매진들과 함께 사라져 무로마치 시대에 떨어지게 되었다. 모모타로스가 사람에게 빙의하면 빙의된 사람의 머리 한 올이 붉은 색으로 변하며, 붉은 스카프가 생기게 되고, 모모타로스가 떠나면 원래대로 돌아온다.
《극장판 가면라이더 디케이드 올라이더 대 대쇼커》에서는 덴오 소드 폼에서 모모타로스로 파이널 폼 라이드된 후, 키바 애로우를 들고 대쇼커의 이카 데빌과 부하 괴인들을 전멸시키며, 《가면라이더 × 가면라이더 W & 디케이드 MOVIE 대전 2010》에서는 츠카사를 도와 슈퍼 쇼커와 싸우는데, 〈디케이드 완결편〉에서는 디케이드의 K 터치의 영향으로 초 클라이맥스 폼으로 변하며, 〈MOVIE 대전 2010〉에서는 덴라이너를 타고 슈퍼 크라이시스 요새를 공격한다.
모모타로스의 목소리는 세키 토시히코(일본어: 関 俊彦)가 연기하였다. 한국어판 성우는 변영희가 맡았다.

### 동료 이매진들
일명 "타로스"(Taros)라고 불리는 료타로의 동료 이매진들로 각각 거북을 닮은 우라타로스(일본어: ウラタロス), 곰을 닮은 킨타로스(일본어: キンタロス), 용을 닮은 류타로스(일본어: リュウタロス)이다. 이들은 가면라이더 덴오의 로드 폼, 액스 폼, 건 폼으로 변신할 수 있다. 오니 일족의 등장으로 덴오의 세계에 이변이 일어나면서 모모타로스처럼 실체를 잃고 떠돌아다니고 있었다. 나루타키의 말만 믿고 카도야 츠카사가 이변의 원인인 줄로 오해하고 있었으며 처음에는 츠카사의 몸 속에 들어가 있었으나, 나중에는 나츠미의 몸으로 들어가 덴오로 변신하여 디케이드와 대결한다. 코하나의 활약으로 덴라이너로 돌아왔다. 모모타로스와 료타로, 코타로가 덴라이너로 돌아왔을 때 오니 일족이 아직 날뛰고 있음을 알게 되지만 그 영향으로 인해 1930년대 쇼와 시대에 떨어졌다. 그 곳에서 세 이매진은 《가면라이더 키바》의 암즈 몬스터 인간체에 들어가 있었지만 코하나가 찾아내어 덴라이너로 돌아오게 되었다. 오니 일족과의 대결 도중 난입한 디엔드가 소환한 가면라이더 G3와 코카서스, 오자(오쟈)의 몸 속에 들어가 오니 일족과 싸웠다. 모모타로스처럼 사람에게 빙의하며, 빙의한 사람의 스타일이 달라진다. 우라타로스가 들어간 사람은 안경과 턱시도 차림, 킨타로스가 들어간 사람은 일본 전통 옷차림, 류타로스가 들어간 사람은 1980년대 힙합퍼 차림으로 변하며 브레이크 댄스를 즐긴다.
우라타로스의 목소리는 유사 코지(일본어: 遊佐 浩二), 킨타로스의 목소리는 테라소마 마사키(일본어: てらそま まさき), 류타로스의 목소리는 스즈무라 켄이치(일본어: 鈴村 健一)가 연기하였다. 한국어판 성우는 김장(우라타로스), 박만영(킨타로스), 신용우(류타로스)가 맡았다.

### 지크
지크(일본어: ジーク 지쿠[*])는 백조를 닮은 이매진으로 덴라이너에 가끔씩 나타난다. 가면라이더 덴오의 윙 폼으로 변신할 수 있다. 츠카사 일행이 가부토의 세계로 넘어갈 무렵 갑자기 나타났으며, 츠카사와 함께 오니 일족과 덴오 일행이 싸우는 곳으로 가 료타로에 강제로 빙의된다.
지크는 미키 신이치로(일본어: 三木 眞一郎)가 연기하였다. 한국어판 성우는 송준석이 맡았다.

### 코하나
코하나(일본어: コハナ)는 덴라이너에 머물고 있는 소녀로 그녀의 시간은 과거로 들어간 이매진에 의해 지워졌다. 다른 이매진들과는 달리 특이점(일본어: 特異点 토쿠이텐[*])으로 시간에 얽매이지 않았기 때문에 계속 존재할 수 있었다. 공식 설정 상 코하나는 사쿠라이 유토와 노가미 아이리의 딸이자 노가미 료타로의 조카딸이다.
코하나는 마츠모토 타마키(일본어: 松元 環季)가 연기하였다. 한국어판 성우는 서유리가 맡았다.

### 나오미
나오미(일본어: ナオミ)는 덴라이너의 승무원으로, 승객들에게 식음료를 제공해주는 일을 하고 있다. 나오미의 커피는 이매진들 사이에서 인기가 많은 것으로 묘사된다.
나오미는 원작 배우이자 《가면라이더 아기토》의 카자야 마나 역을 맡았던 아키야마 리나(일본어: 秋山 莉奈)가 연기하였다. 한국어판 성우는 김성연이 맡았다.

### 오너
오너(Owner, 일본어: オーナー)는 덴라이너의 소유주이다. 여러 기행이 묘사되며, 볶음밥을 좋아한다.
오너는 이시마루 켄지로(일본어: 石丸 謙二郎 이시마루 켄지로우[*])가 연기하였다. 한국어판 성우는 박태호가 맡았다.

### 노가미 코타로
노가미 코타로(일본어: 野上 幸太郎 노가미 코우타로[*])는 가면라이더 뉴 덴오(일본어: 仮面ライダーNEW電王 카멘라이다 뉴 덴오우[*])로 변신하는 미래의 청년으로, 노가미 료타로의 손자이다. 《사라바 가면라이더 덴오 파이널 카운트 다운》에서 처음으로 등장했다.
노가미 코타로는 사쿠라다 도리(일본어: 桜田 通)가 연기하였다.

### 노가미 료타로
노가미 료타로(일본어: 野上 良太郎)는 가면라이더 덴오(일본어: 仮面ライダー電王 카멘라이다 덴오우[*]로 변신하는 원래 인물로, 디케이드가 덴오의 세계에 있을 동안에는 시간의 왜곡 현상을 코타로, 데네브와 함께 조사하고 있었다. 《극장판 초 가면라이더 덴오 & 디케이드 네오 제네레이션즈 도깨비 섬의 전함》에서는 다섯 동료 이매진들을 모두 불러들여 초 클라이맥스 폼으로 변신한다.
노가미 료타로는 《극장판 가면라이더 덴오 이 몸, 탄생!》에서 어려진 료타로 역을 맡았던 미조구치 타쿠야(일본어: 溝口 琢矢)가 연기하였다.

### 실버라
도깨비 섬의 오니 형제 중 동생인 실버라(일본어: シルバラ 시루바라[*])는 순은의 카나보(일본어: 純銀の金棒 준긴노 카나보[*])를 무기로 사용한다. 덴오 액스 폼과 디케이드가 서로 싸우는 틈을 타 다른 오니들과 함께 나타나 마을을 습격했다.

### 겔뉴트
겔뉴트(일본어: ゲルニュート 게르뉴토[*])는 원래 《가면라이더 류우키》의 뉴트 형태의 미러 몬스터이자, 《Kamen Rider: Dragon Knight》의 제이비엑스(Xaviax)의 졸개로 등장하는 몬스터들 중 하나였지만, 오니 일족으로 각색되어 다시 등장했다. 거대한 수리검을 사용하며, 미미히코(실버라)의 계획에 따라 마을을 습격한다.

### 엘리게이터 이매진
이솝 우화의 《여우와 악어》 이야기에서 유래한 엘리게이터 이매진(일본어: アリゲーターイマジン 아리게타 이마진[*])은 덴오의 세계에서 등장하는 오리지널 이매진이자 이매진 군단의 왕이다. 여러 사람들의 몸으로 옮겨다닐 수 있으며, 다수의 이매진들을 과거로 보내 세계를 소멸시키려 한다. 소년의 몸을 통해 2008년 12월 30일로 들어가 곳곳을 파괴하고 다니다가 디엔드가 소환한 라이오트루퍼의 공격을 받고, 마침내 디케이드와 쿠우가 고우람, 모모타로스의 공격에 죽음을 당했다.
엘리게이터 이매진의 목소리는 미야케 켄타(일본어: 三宅 健太)가 연기하였다.

### 기타 이매진
이매진(일본어: イマジン 이마진[*])은 사람의 기억을 이용하여 과거로 들어가 실체화하여 역사를 바꾸는 존재들이다. 몇몇 이매진들이 《가면라이더 디케이드》 1화에서 나츠미 앞에 나타나 소원을 말하라며 다가오는 장면이 묘사되었는데, 등장한 이매진들은 스파이더, 뱃, 몰렉, 블러드서커, 웨일 이매진이었다.
- 뉴 몰 이매진(일본어: NEWモールイマジン 뉴 모루 이마진[*], 14화 ~ 15화): 엘리게이터 이매진의 부하이다. 한 마리는 츠카사와 덴오 소드 폼에 의해 죽었고, 다른 몇 마리는 실버라와 오니 일족이 마을을 습격한 틈을 타 경비원에게 빙의한 엘리게이터 이매진을 따라갔다.[55][56]

## 가부토의 세계
가부토의 세계 또는 카부토의 세계(일본어: カブトの世界 카부토노 세카이[*])는 《가면라이더 가부토》의 이야기를 바탕으로 하는 세계이다. 사진관의 배경은 도쿄 타워를 뒤로한 채 텐도 소우지의 "하늘의 길을 걷는"(일본어: 天の道を歩く 텐노 미치오 아루쿠[*]) 자세를 담은 그림이다. 가부토의 세계에서 츠카사는 젝트루퍼(ZECTrooper)로 활동하며, 클락 업의 세계를 볼 수 있게 되었다. 한편 다이키는 클락 업 시스템을 노린다.

### 소우지
소우지(일본어: ソウジ 소지[*])는 젝트의 기술이 집약된 가부토 젝터로 가면라이더 가부토(일본어: 仮面ライダーカブト 카멘라이다 카부토[*])로 변신하는 남자이다. 자신을 의태한 웜이 나타난 이후, 줄곧 가부토로 변신한 상태로 클락 업 세계에 갇혀있었으며, 웜을 죽인 이후 다시 클락 업의 세계로 돌아갔다. 《가면라이더 × 가면라이더 W & 디케이드 MOVIE 대전 2010》에서는 츠카사를 도와 슈퍼 쇼커와 대결하는데, 〈디케이드 완결편〉에서는 K 터치의 영향으로 하이퍼 폼으로 변신하고, 〈MOVIE 대전 2010〉에서는 올 라이더 파이널 폼 라이드의 영향으로 가부토 젝터로 변신하여 슈퍼 크라이시스 요새와 싸운다.
소우지는 카와오카 다이지로(일본어: 川岡 大次郎)가 연기하였다. 한국판 더빙은 김승준이 맡았다.

### 아라타
아라타(일본어: アラタ)는 오토기리 소우 밑에서 일하는 젝터의 요원으로, 가탁크 젝터를 통해 가면라이더 가탁크(일본어: 仮面ライダーガタック 카멘라이다 가탓쿠[*])로 변신한다. 츠카사 일행에게 의태 생명체 웜의 존재를 알려주지만, 츠카사가 디케이드로 변신하자 악마로 취급하며 습격하기도 했다. 그러나 오토기리가 클락 다운 시스템을 사용하여 가부토를 잡기 위해 마유를 인질로 사용하자, 가부토 포획 작전에 반대하다가 오토기리의 공격을 받았으며, 그 후 츠카사 일행에게 작전의 전모를 알려준다.
아라타는 마키타 테츠야(일본어: 牧田 哲也)가 연기하였다. 한국어판 성우는 엄상현이 맡았다.

### 할머니
소우지와 마유의 할머니(일본어: おばあちゃん)는 텐도야(일본어: 天堂屋)라는 어묵 가게를 하고 있다. 츠카사 일행에게 손녀 마유가 웜이었음을 알고 있었다고 밝힌다.
할머니는 사사키 스미에(일본어: 佐々木 すみ江)가 연기하였다. 한국판 더빙은 이영주가 맡았다.

### 마유
마유(일본어: マユ)는 소우지의 동생으로, 할머니의 텐도야 운영을 돕고 있다. 가부토가 자신의 오빠를 죽인 줄로 알고 있었으며, 17화에서는 시시라 웜(일본어: シシーラワーム 시시라 와무[*])으로서의 모습을 자각했으며, 자신의 오빠인 줄 알고 있었던 오토기리가 필록세라 웜임을 알게 된다. 오토기리에게 가부토를 끌어들이기 위한 미끼로서 납치되지만, 가부토로 변신한 소우지가 진짜 오빠임을 알게 되고 그와 재회한다.
마유는 《굉굉전대 보우켄저》에서 미스터 보이스가 여성으로 실체화한 모습의 역을 맡았던 칸노 리오(일본어: 菅野 莉央)가 연기했다. 한국어판 성우는 조경이가 맡았다.

### 필록세라 웜
소우지로 의태했다가 가부토로 변신한 소우지에게 한쪽 눈을 잃은 필록세라 웜(일본어: フィロキセラワーム 피로키세라 와무[*])은 가부토의 세계에서 ZECT의 오토기리 소우(일본어: 弟切 ソウ 오토기리 소우[*])라는 이름으로 활동한다. 필록세라 웜은 다른 웜들을 ZECT에 잠입시키고, 자신은 자비 젝터로 가면라이더 자비(TheBee, 일본어: 仮面ライダーザビー 카멘라이다 자비[*])로 변신한다. 자신의 눈을 빼앗은 소우지에 대해 앙심을 품고 있다. 마유는 오토기리 소우의 모습과 소우지의 모습이 똑같았기 때문에 처음에는 오토기리 소우가 자신의 오빠이며, 가부토가 그의 눈을 빼앗은 줄로 알고 있었다. 필록세라 웜은 이를 이용하여 가부토 포획 명목으로 클락 다운 시스템을 개발, 마유를 가부토를 유인하는 미끼로 사용한다. 그 후, 마스크드 라이더 시스템을 무력화시키고 세계를 지배하려는 자신의 야망을 드러내며 진짜 소우지를 죽이려 하지만, 디케이드와 카부토의 협공으로 인해 죽음을 당했다. 그와 함께 클락 다운 시스템의 신호를 퍼뜨리는 방송탑도 파괴되어, 진짜 소우지는 다시 클락 업의 세계로 돌아가게 되었다.
원래 필록세라 웜은 "SmaSTATION"의 스페셜 프로그램인 《가면라이더 G》의 악역으로, 오다 다이도(일본어: 織田 大道)의 변신 형태로 등장한다.
오토기리 소우는 소우지를 연기한 카와오카 다이지로가 연기하였으며, 필록세라 웜의 목소리는 모치즈키 켄이치(일본어: 望月 健一)가 연기하였다.

### 웜
웜(일본어: ワーム 와무[*])은 지구에 떨어진 운석에서 출현한 우주 생명체로, 인간의 성격, 기억을 베껴 그 모습으로 의태할 수 있는 능력을 지니고 있다. 초록색 번데기로 감싸져 있는 경우가 대부분이지만 충분한 시간이 지나면 탈피하여 성충이 된다. 탈피 후에는 클락 업으로 빠른 속도로 이동하므로, 인류는 마스크드 라이더 시스템(Masked Rider System)을 통해 클락 업을 모방하여 웜들과 대적한다. 《가면라이더 디케이드》의 첫 에피소드에서는 큐렉스 웜이 나츠미를 의태하였으며, 지오필리드 웜, 세크티오 웜, 세펄추라 웜과 함께 나츠미를 습격하지만 디케이드로 변신한 츠카사에 의해 죽음을 당했다.
- 콜레오프테라 웜 아젠툼(Coleoptera Worm Argentum, 일본어: コレオプテラワーム・アージェンタム 코레오푸테라 와무 아젠타무[*], 16화): 한 젊은 남자의 모습을 의태하고 있던 풍뎅이 형태의 웜으로 정체가 들통나 젝트루퍼와 가탁크, 자비에게 포위되어 있었다. 츠카사는 처음에 웜임을 모르고 공격을 말리려 하지만, 젊은 남자는 웜의 모습으로 변하여 클락 업으로 자비와 가탁크를 고전하게 만들었다. 그러나 어디선가 나타난 가부토에 의해 제압당하고, 자비의 라이더 스팅에 죽음을 당했다.[63][64]
- 지오필리드 웜(Geophilid Worm, 일본어: ジオフィリドワーム 지오피리도 와무[*], 16화): 지네 형태의 웜으로 마유를 습격하려 하지만 디케이드가 이를 저지하자 디케이드를 공격한다. 그러나 쿠우가 페가수스 폼으로 변신한 디케이드에게 죽음을 당했다.[63][64]
- 서브스트 웜(Subst Worm, 일본어: サブストワーム 사부스토 와무[*], 17화): 가재 형태의 웜으로 젊은 남자로 의태하여 마유를 습격했지만, 마유가 시시라 웜으로 변할 때의 충격파에 휩쓸려 죽음을 당했다.[65][66]

## 히비키의 세계
히비키의 세계(일본어: 響鬼の世界 히비키노 세카이[*])는 《가면라이더 히비키》의 이야기를 바탕으로 하는 세계이다. 마화망과 그들을 퇴치하는 오니가 다투고 있으며, 원작과는 달리 오니의 기술들이 대중화되어, 오니들은 음격도(일본어: 音撃道 온게키도[*])의 세 개 분파로 나뉘어 저마다 제자를 양성하고 있다. 히비키의 세계에서 츠카사는 음격도의 무도가로써 활동하며, 음격봉을 사용할 수 있게 되고, 다이키는 세 음격도에 전해지는 세 개의 두루마리들을 노린다. 사진관의 배경은 숲 속에 히비키 마크가 그려진 태고가 있는 그림이다. 히비키 역의 호소가와 시게키, 아스무 역의 토치하라 라쿠토, 타치바나 가문 등을 제외한 대부분의 역할을 원작 배우들이 연기하였다. 히비키의 세계의 에피소드에서는 각 가면라이더들을 몇 글자의 단어(한자 또는 필요한 경우 카타카나)로 축약해서 묘사하는데, 디케이드의 경우 카도야 츠카사(일본어: 門矢 士), 사진(일본어: 写 우츠시[*]), 지나감(일본어: 通 토오루[*]), "디케이드"(일본어: ディケイド 디케이도[*]), 해삼(일본어: 海鼠 나마코[*]), 분홍색(일본어: 桃色)으로 축약하고, 쿠우가의 경우 쿠우가의 한자 표기 공아(空我)로 축약하며, 덴오/모모타로스는 복숭아(일본어: 桃 모모[*]), 디엔드는 도둑(일본어: 盗 토[*]), "디엔드"(일본어: ディエンド 디엔도[*])로 축약한다.

### 아스무
아스무(일본어: アスム)는 태고 형태의 음격고를 사용하는 음격도 히비키류(일본어: 響鬼流)의 히비키의 유일한 제자이다. 아스무의 변신체(일본어: アスム変身体 아스무 헨신타이[*])는 원작의 쿄스케 변신체처럼 전신이 은빛으로 되어 있으나 마스크는 없다. 마화망이 된 스승 히비키로부터 완전한 힘을 물려받아 마침내 가면라이더 히비키(일본어: 仮面ライダー響鬼 카멘라이다 히비키[*])로 변신하게 되어, 마화망이 된 스승과 나루타키가 소환한 바케가니를 이긴 후 아키라, 토도로키와 함께 음격도를 하나로 합치기 위해 노력한다.
아스무는 라이더 대전의 세계에서 다시 등장한다. 히비키의 세계가 키바의 세계와 부딪치는 과정에서, 아스무는 가면라이더 사가에 의해 동료 아마키와 토도로키가 죽을 무렵 다이키에게 구출된다. 그 후 사가를 쓰러뜨리며, 카도야 츠카사가 세계의 파괴자라 생각하게 되어 와타루와 함께 츠카사를 공격한다. 유스케의 설득으로 슈퍼 아폴로 가이스트를 쓰러뜨리지만, 세계의 융합을 멈추지 못하여 히비키의 세계와 함께 소멸된다. 《가면라이더 × 가면라이더 W & 디케이드 MOVIE 대전 2010》에서는 디케이드가 죽음으로써 동료, 자신의 세계와 함께 다시 살아났으며, 츠카사와 함께 슈퍼 쇼커와 대결하게 된다. 〈디케이드 완결편〉에서는 K 터치의 영향으로 암드 히비키로 변하고, 〈MOVIE 대전 2010〉에서는 올 라이더 파이널 폼 라이드의 영향으로 음격고 형태로 변하여 슈퍼 크라이시스 요새를 공격한다.
아스무는 코시미즈 카즈키(일본어: 小清水 一揮)가 연기하였다. 한국어판 성우는 김민정이 맡았다.

### 이부키
이부키(일본어: イブキ)는 음격도 이부키류(일본어: 威吹鬼流)의 사부로 가면라이더 이부키(일본어: 仮面ライダー威吹鬼)로 변신하는 남자이다. 이부키류를 따르는 제자들은 전부 여성으로, 이부키와 그의 여제자들은 하카마에 우와기 차림으로 활동하는데 이부키는 우와기 위에 카타기누를 착용하고 있다. 츠카사의 충고를 듣고 스승 자리를 아키라에게 물려준다.
이부키는 원작의 배우 시부에 조지(일본어: 渋江 譲二)가 연기하였다. 한국어판 성우는 이동훈이 맡았다.

### 아키라
아키라(일본어: アキラ 아키라[*])는 이부키의 여제자로, 가면라이더 아마키(일본어: 仮面ライダー天鬼 카멘라이다 아마키[*])로 변신한다. 규키가 폭주했을 때 토도로키와 함께 아스무를 구했다. 이부키로부터 이부키류의 스승 자리를 물려받은 이후, 토도로키, 아스무와 함께 음격도를 하나로 합치기 위해 노력한다.
아키라는 라이더 대전의 세계에서 다시 등장하며, 가면라이더 사가에게 죽었다. 그러나 디케이드가 죽음으로써 다시 살아났다.
아키라는 원작의 배우 아키야마 나나(일본어: 秋山 奈々)가 연기하였다. 한국어판 성우는 이보희가 맡았다.

### 잔키
잔키(일본어: ザンキ)는 기타를 바탕으로 하는 음격도 잔키류(일본어: 斬鬼流)의 사부로, 가면라이더 잔키(일본어: 仮面ライダー斬鬼 카멘라이다 잔키[*])로 변신하는 남자이다. 이부키와는 라이벌 관계로 서로 대립하고 있었다. 잔키와 그의 남성 제자들은 가라테기를 하고 있으며 잔키의 가라테기는 검은 색이며 검은 하오리를 덧입고 있다. 츠카사의 충고에 따라 토도로키에게 스승 자리를 물려준다.
잔키는 원작에서 잔키를 연기하고, 《가면라이더 키바》에서 돗가의 인간체 지로를 연기했던 마츠다 켄지(일본어: 松田 賢二)가 연기했다. 한국어판 성우는 심정민이 맡았다.

### 토도로키
토도로키(일본어: トドロキ)는 잔키의 제자로, 가면라이더 토도로키(일본어: 仮面ライダー轟鬼)로 변신하는 젊은 남자이다. 아키라를 짝사랑하고 있었으며 아키라, 아스무와 함께 세 음격도를 합치기 위해 노력해왔다. 잔키는 그의 생각을 못마땅해했으나, 츠카사의 충고를 듣고 스승직을 토도로키에게 넘겨주었다. 토도로키는 라이더 대전의 세계에서 다시 등장하나, 가면라이더 사가에게 죽음을 당했다. 그 후 디케이드가 사망함에 따라 히비키의 세계와 함께 부활하게 되었다.
토도로키는 원작에서 토도로키를 연기했던 카와구치 신고(일본어: 川口 真五)가 연기했다.

### 규키
히비키(일본어: ヒビキ)는 태고를 바탕으로 하는 음격도 히비키류의 사부였다. 그러나 오니의 힘을 제어하기 힘들게 되자 싸움에 의욕을 잃고 오니 자리를 은퇴하려 하며, 유일한 제자 아스무를 자신과 같은 길을 걷지 않기 위해 파문했다. 유스케를 구하려 히비키로 변신했다가, 결국 오니의 힘에게 침식당하여 전설의 마화망 규키(일본어: 牛鬼)가 되었다. 그 후 아스무에 대한 생각을 바꾸어 카이토 다이키에게 변신음차를 아스무에게 넘겨주도록 하여 히비키로 변신시킨 후, 맹화노도의 형(일본어: 猛火怒濤の形 모카도토노 카타[*])에 규키의 몸이 파괴되어 숨을 거두었다.
히비키는 데이비드 이토(일본어: デビット 伊東 데빗토 이토[*])가, 규키의 목소리는 사카이 케이코(일본어: 酒井 敬幸 사카이 케이코우[*])가 연기했다.

### 마화망
마화망(일본어: 魔化魍 마카모[*])은 일본의 요괴를 바탕으로 한 괴수로 인간을 잡아먹는 생물이다. 여러 형태가 존재하지만 《가면라이더 디케이드》에서는 거대 괴수 형태와 괴인 형태가 등장하며, 두 종류의 동물의 모습이 섞여있다. 원작에서 마화망의 이름 앞에 서식 지역을 표기하는 것과는 달리 여기서는 요괴 이름만을 표기한다. 1화에서 대량의 마화망이 빌딩을 점령하지만, 그와 함께 동족들을 잡아먹다가 빌딩의 거대한 폭발에 휩쓸린다.
- 갓파(일본어: カッパ 캇파[*], 18화): 늑대거북과 개구리의 모습이 섞여 있는 마화망이다. 츠카사 일행을 습격했으나, 디케이드의 가부토 라이더 킥에 죽음을 당했다.
- 바케네코(일본어: バケネコ, 18화): 고양이 형태의 마화망으로, 잔키와 이부키가 두 마리를 쓰러뜨렸다. 마지막 한 마리는 디케이드의 디멘션 킥에 죽음을 당했다.
- 오오아리(일본어: オオアリ, 18화): 개미 형태의 거대 마화망이다.
- 텐구(일본어: テング, 18화): 원숭이와 앵무새의 모습이 섞여 있는 마화망으로 유스케를 습격하지만, 오니 형태로 변신한 히비키에게 죽음을 당했다.
- 우부메(일본어: ウブメ, 18화): 산갈치 형태의 거대 마화망으로 흰 색깔의 새 날개를 가지고 있다.
- 바케가니(일본어: バケガニ, 18화 ~ 19화): 꽃게 형태의 거대 마화망이다. 키바라가 소환한 가면라이더 오자가 카나보로 봉인을 깬 뒤, 아스무 일행이 규키를 쓰러뜨린 후에 나루타키가 소환했다. 히비키, 디케이드, 디엔드, 아마키, 토도로키, 이부키, 잔키의 합동 공격에 죽음을 당했다.

## 같이 보기
- 가면라이더 디케이드의 새로운 세계의 등장 인물
- 《극장판 초 가면라이더 덴오 & 디케이드 네오 제너레이션즈 도깨비 섬의 전함》